# Ferencváros TC (handball)
Maillots
Dernière mise à jour : 5 juin 2023.
Le Ferencvárosi TC Budapest (FTC Budapest) est un club hongrois de handball basé dans le 9e arrondissement de Budapest. Il fait partie du club omnisports Ferencváros TC et est surnommé Fradi. 
La section féminine est l'un des clubs les plus titrés du championnat de Hongrie avec 13 titres. Le club a été finaliste deux fois de la Ligue des champions, et a remporté la trois fois Coupe des vainqueurs de coupe ainsi qu'une fois la Coupe de l'EHF.
La section masculine est moins prolifique, ayant juste remporté la Coupe de Hongrie en 1963.

## Section féminine

### Palmarès
Compétitions internationales
- Coupe des vainqueurs de coupe (C2)
  - Vainqueur (3) : 1978, 2011,  2012
  - Finaliste : 1979, 1994
- Coupe de l'EHF (C3)
  - Vainqueur (1) : 2006
  - Demi-finaliste : 2005
- Ligue des champions
  - Finaliste en 1971, 2002, 2023
  - Demi-finaliste : 1996, 1997, 2001

Compétitions nationales
- Championnat de Hongrie
  - Vainqueur (14) : 1966, 1968, 1969, 1971, 1994, 1995, 1996, 1997, 2000, 2002, 2007, 2015, 2021, 2024
  - Vice-champion (23) : 1963, 1967, 1970, 1972, 1973, 1976, 1977, 1978, 1993, 1999, 2001, 2003, 2006, 2009, 2012, 2013, 2014, 2016, 2017, 2018, 2019, 2022, 2023
  - Troisième (10) : 1974, 1975, 1979, 1980, 1987, 1998, 2004, 2005, 2008, 2011
- Coupe de Hongrie
  - Vainqueur (15) : 1967, 1970, 1972, 1977, 1993, 1994, 1995, 1996, 1997, 2001, 2003, 2017, 2022, 2023, 2024
  - Finaliste (11) : 1963, 1973, 1978, 1986, 1998, 1999, 2007, 2010, 2013, 2014, 2015

### Effectif 2022-2023
L'effectif de la saison 2022-2023 est
| Gardiennes de but - 01 Kincső Sass - 13 Kinga Janurik - 16 Blanka Bíró Ailières gauches - 15 Júlia Hársfalvi - 21 Gréta Márton - 94 Bodza Buzsáki Ailières droites - 18 Anett Kovács - 26 Angela Malestein Pivots - 03 Béatrice Edwige - 14 Anett Kisfaludy - 72 Dragana Cvijić | Arrières gauches - 20 Emily Bölk - 23 Zsuzsanna Tomori - 50 Luca Kármán - 90 Szandra Szöllősi-Zácsik Demi-centre - 08 Zita Szucsánszki - 27 Anna Kukely - 77 Andrea Lekić - 91 Anikó Kovacsics Arrières droites - 17 Alicia Stolle - 42 Katrin Klujber |

### Personnalités liées au club
Dix joueuses du club ont été élues meilleure handballeuse de l'année en Hongrie :
- Erzsébet Bognár, au club de 1960 à 1975, élue en 1966
- Beatrix Kökény, au club de 1992 à 2001, élue en 1995
- Ágnes Farkas, au club de 1993 à 1996 et 2000 à 2003, élue en 2001 et 2002
- Zita Szucsánszki, au club de 2005 à 2023, élue en 2011, 2015 et 2016
- Zsuzsanna Tomori, au club de 2010 à 2015, élue en 2012
- Anikó Kovacsics, au club de 2016 à 2024, élue en 2018
- Nadine Schatzl, au club de 2015 à 2021, élue en 2019
- Blanka Bíró, au club depuis 2016, élue en 2020 et 2023
- Gréta Márton, au club depuis 2017, élue en 2021
- Katrin Klujber, au club depuis 2019 , élue en 2022.

Parmi les autres joueuses ayant évolué au club, on trouve :
- Elena Abramovitch : de 2010 à 2014
- Dorottya Faluvégi : de 2014 à 2019
- Andrea Farkas : de 1993 à 1997
- Márta Takácsné Giba : de 1962 à 1979
- Marija Jovanović : de 2016 à 2018
- Mónika Kovacsicz : de 2007 à 2008 et de 2010 à 2016
- Jelena Lavko : de 2011 à 2012
- Dóra Lőwy : de 1991 à 2003
- Katarina Mravíková : de 2001 à 2007
- Nerea Pena : de 2012 à 2019
- Amália Sterbinszky : de 1969 à 1972
- Zita Szucsánszki : depuis 2005
- Tímea Tóth : de 1997 à 1999 et de 2000 à 2007
- Orsolya Vérten : de 2012 à 2015
- Szandra Zácsik : de 2006 à 2009 et de 2010 à 2017
- Laura van der Heijden : de 2017 à 2018

Parmi les principaux entraineurs du club, on trouve :
- Gyula Elek (en) : de 1966 à 1985 et de 1990 à 1992
- András Németh : de 1992 à 2007
- Gábor Elek (en) : depuis 2007 (fils du premier)

## Section masculine

### Palmarès
- Coupe de Hongrie
  - Vainqueur (1) : 1963
  - Finaliste (1) : 1979
- Championnat de Hongrie
  - Deuxième (3) : 1955, 1957, 1980
  - Troisième (3) : 1958, 1962, 2011 (en)
- Championnat de Hongrie de D2
  - Vainqueur (2) : 2009, 2017

### Personnalités liées au club
Parmi les joueurs ayant évolué au club, on trouve :
- Gábor Ancsin : en prêt de 2018 à 2019
- Zsolt Balogh : depuis 2022
- Ádám Borbély : depuis 2022
- Igor Kos : de 2010 à 2011
- Máté Lékai : depuis 2022
- Timuzsin Schuch : avant 2004 (formé au club) et de 2018 à 2021

Parmi les principaux entraineurs du club, on trouve :
- István Pásztor : depuis 2022

## Logos successifs

Ancien logo ?
Logo avec une étoile.
Logo actuel avec une étoile.